# Jara (herb szlachecki)
Jara – według Galla Anonima to herb rycerski hiszpańskiej rodziny De La Jara. Na tarczy w polu złotym czarny niedźwiedź kroczący.
W Polsce ujawnił się po dodaniu panny na niedźwiedziu jako herb Rawa. Legenda głosi, że dotarł do Polski przez Lotaryngię, dwór angielski i Czechy. Pojawił się w Prusach, wraz z czeską rodziną Rawitów (Jarawitów). W miarę asymilacji nazwiska rodzin szlacheckich związanych z herbem Jara (Rawa) uległy spolszczeniu przez dodanie końcówek -ski,-cki, -czewski etc.
W późniejszych latach herbem Rawicz posługiwało się wiele rodzin szlacheckich.